# Irondino Ferreira Neto
Irondino Ferreira Neto (sinh ngày 23 tháng 7 năm 1975) là một cầu thủ bóng đá người Brasil.

## Sự nghiệp câu lạc bộ
Irondino Ferreira Neto đã từng chơi cho Sanfrecce Hiroshima.

## Thống kê câu lạc bộ

### J.League
| Đội                 | Năm       | J.League | J.League | J.League Cup | J.League Cup | Tổng cộng | Tổng cộng |
| Đội                 | Năm       | Trận     | Bàn      | Trận         | Bàn          | Trận      | Bàn       |
| ------------------- | --------- | -------- | -------- | ------------ | ------------ | --------- | --------- |
| Sanfrecce Hiroshima | 2005      | 30       | 1        | 5            | 0            | 31        | 5         |
| Sanfrecce Hiroshima | 2006      | 5        | 0        | 1            | 0            | 6         | 0         |
| Tổng cộng           | Tổng cộng | 35       | 1        | 6            | 0            | 41        | 1         |